# Józef Dutkiewicz (historyk)
Józef Dutkiewicz (ur. 7 marca 1903 w Czeladzi, zm. 6 października 1986 w Łodzi) – polski historyk, badacz historii XVIII-XX wieku, historii dyplomacji, profesor. Prezes łódzkiego oddziału Polskiego Towarzystwa Historycznego.

## Życiorys
Absolwent Uniwersytetu Jagiellońskiego (kierunki: historia i filozofia), od 1926 doktor nauk historycznych (tytuł pracy doktorskiej: „Austria wobec powstania listopadowego”). Do roku 1939 pracował, w charakterze nauczyciela, w szkołach średnich w Warszawie, Zawierciu, Kielcach i Łowiczu, przebywał również na stypendiach w Wiedniu, Berlinie, Paryżu i Londynie. Podczas kampanii wrześniowej służył ochotniczo w szeregach 5. batalionu obrony Warszawy. Po kapitulacji zamieszkał w Łowiczu, gdzie, dzięki kontaktom z ZWZ-AK, brał udział w organizacji tajnego nauczania. Od 1945 doktor habilitowany, w tym samym roku na stałe związał się z Uniwersytetem Łódzkim.
W 1950 mianowany profesorem nadzwyczajnym, od 1962 profesor zwyczajny. Kierownik Katedry Historii Nowożytnej Polski (1947–1948) oraz Katedry Historii Powszechnej Nowożytnej i Najnowszej (1948–1973). W latach 1956–1970 (z przerwą na przełomie 67 i 68 roku) pełnił funkcję dyrektora Instytutu Historii UŁ. Równolegle piastował inne funkcje: od 1949 do 1951 był dziekanem Wydziału Humanistycznego Państwowej Wyższej Szkoły Pedagogicznej w Łodzi, w latach 1947–1950 kierował Ośrodkiem Metodycznym Nauki o Polsce i Świecie Współczesnym przy Kuratorium Okręgu Szkolnego w Łodzi. Począwszy od 1958 pełnił, przez trzy lata, funkcję prezesa łódzkiego oddziału Polskiego Towarzystwa Historycznego, aż do 1973 zasiadał w fotelu wiceprezesa Zarządu Głównego PTH. Działał również w strukturach Łódzkiego Towarzystwa Naukowego.
Swoją działalnością naukową walnie przyczynił się do powstania „łódzkiej szkoły” badań nad przebiegiem Powstania listopadowego, wielki wkład położył również w rozwój historiografii. Dokładnej analizie poddawał pamiętniki Winstona Churchilla, Charles'a de Gaulle'a i Konrada Adenauera, był edytorem licznych pamiętników z czasów powstania listopadowego, m.in. Leona Drewnickiego Za moich czasów, regularnie pisywał do „Wiadomości Historycznych”.

## Ordery i odznaczenia[1]
- Krzyż Oficerski Orderu Odrodzenia Polski
- Krzyż Kawalerski Orderu Odrodzenia Polski
- Medal Komisji Edukacji Narodowej
- Odznaka tytułu Zasłużony Nauczyciel PRL

## Wybrane publikacje
Do jego najważniejszych prac naukowych zaliczyć można:
- 1933: Austria wobec powstania listopadowego (praca doktorska)
- 1935: Ambasada Piotra Potockiego (wydana też pod tytułem Polska a Turcja w czasie Sejmu Czteroletniego 1787–1794)
- 1935: Prusy a Polska w dobie Sejmu Czteroletniego
- 1937: Anglia a sprawa polska w latach 1830–1831 (1967 – wersja poszerzona)
- 1946: Sprawa gdańska w dobie Sejmu Czteroletniego w oświetleniu korespondencji dyplomatycznej pruskiej
- 1952: Charakterystyka dyplomacji powstania listopadowego
- 1956: Ewolucja lewicy w powstaniu listopadowym
- 1958: monografia Szymon Askenazy i jego szkoła
- 1959: Zarys historii historiografii polskiej, cz. 3: 1900–1939 (wspólnie z Krystyną Śreniowską)
- 1966: Marceli Handelsman jako historyk dyplomacji Hotelu Lambert
- 1966: Zarys dziejów wojskowości w Polsce do 1864 r. (współautor)
- 1968: Georges Lefebre jako historyk rewolucji francuskiej
- 1970: Dzieło Jeana Jouresa o Rewolucji Francuskiej
- 1972: Francuska historiografia dotycząca Komuny Paryskiej 1871 roku